# Lenoir County
Lenoir County ist ein County im Bundesstaat North Carolina der Vereinigten Staaten. Der Verwaltungssitz (County Seat) ist Kinston.

## Geographie
Das County liegt im mittleren Osten von North Carolina und hat eine Fläche von 1041 Quadratkilometern, wovon 6 Quadratkilometer Wasserfläche sind. Es grenzt im Uhrzeigersinn an folgende Countys: Greene County, Pitt County, Craven County, Jones County, Duplin County und Wayne County.
Lenoir County ist in 12 Townships aufgeteilt: Contentnea Neck, Falling Creek, Institute, Kinston, Moseley Hall, Neuse, Pink Hill, Sand Hill, Southwest, Trent, Vance und Woodington.
Im County liegt der Regionalflughafen Kinston.

## Geschichte
Lenoir County wurde 1791 aus dem nicht mehr existierenden Dobbs County gebildet, das nach William Lenoir benannt wurde, einem General im Amerikanischen Unabhängigkeitskrieg und Helden in der Schlacht von Kings Mountain.
28 Bauwerke und Stätten des Countys sind insgesamt im National Register of Historic Places eingetragen (Stand 3. März 2018).

## Demografische Daten
Nach der Volkszählung im Jahr 2000 lebten im Lenoir County 59.648 Menschen in 23.862 Haushalten und 16.178 Familien. Die Bevölkerungsdichte betrug 58 Einwohner pro Quadratkilometer. Ethnisch betrachtet setzte sich die Bevölkerung zusammen aus 56,47 Prozent Weißen, 40,43 Prozent Afroamerikanern, 0,18 Prozent amerikanischen Ureinwohnern, 0,34 Prozent Asiaten, 0,05 Prozent Bewohnern aus dem pazifischen Inselraum und 1,88 Prozent aus anderen ethnischen Gruppen; 0,66 Prozent stammten von zwei oder mehr Ethnien ab. 3,17 Prozent der Bevölkerung waren spanischer oder lateinamerikanischer Abstammung.
Von den 23.862 Haushalten hatten 31,3 Prozent Kinder unter 18 Jahren, die bei ihnen lebten. 46,4 Prozent davon waren verheiratete, zusammenlebende Paare, 17,3 Prozent waren allein erziehende Mütter und 32,2 Prozent waren keine Familien. 28,4 Prozent waren Singlehaushalte und in 11,8 Prozent lebten Menschen mit 65 Jahren oder älter. Die Durchschnittshaushaltsgröße betrug 2,43 und die durchschnittliche Familiengröße war 2,96 Personen.
25,3 Prozent der Bevölkerung waren unter 18 Jahre alt. 7,9 Prozent zwischen 18 und 24 Jahre, 27,6 Prozent zwischen 25 und 44 Jahre, 24,6 Prozent zwischen 45 und 64, und 14,6 Prozent waren 65 Jahre alt oder älter. Das Durchschnittsalter betrug 38 Jahre. Auf alle weibliche Personen kamen 90,3 männliche Personen. Auf alle Frauen im Alter von 18 Jahren oder darüber kamen 84,7 Männer.
Das jährliche Durchschnittseinkommen eines Haushalts betrug 31.191 $ und das jährliche Durchschnittseinkommen einer Familie betrug 38.815 $. Männer hatten ein durchschnittliches Einkommen von 28.879 $ gegenüber den Frauen mit 21.536 $. Das Prokopfeinkommen betrug 16.744 $. 16,6 Prozent der Bevölkerung und 12,6 Prozent der Familien lebten unterhalb der Armutsgrenze. 22,0 Prozent von ihnen sind Kinder und Jugendliche unter 18 Jahre und 18,4 Prozent sind 65 Jahre oder älter.